# Стори, Лютер
Лютер Стори (20 июля 1931 – 1 сентября 1950) – солдат армии США, участник Корейской войны. 

## Биография
Родился в Буэна-виста, штат Джорджия в семье изольщиков. Вырос в округе Самтер, штата Джорджия. Согласно его племяннице Джуди УэйдЮ его семь яработала в Плейн, на земле, принадлежащей Джеймсу Эрлу Картеру-старшему, отцу 39-го президента США Джимми Картера. Затем семья перебралась в Америкус, штат Джорджия. Стори ступил в ряды армии в октябре 1948 года. Его мать сообщила фальшивые данные о дате рождения Стори, на самом деле ему было всего 16 лет. Летом 1950 года 2-я пехотная дивизия, где служил Стори отправилась в Корею. 1 сентября 1950 года Стори погиб в ходе битвы за Йонсан и удостоился посмертно медали Почёта. Эту награду вручил отцу Стори генерал Омар Бредли на церемонии в Пентагоне 21 июня 1951 года.. Его медаль находится в Национальном пехотном музее в г. Колумбус, штат Джорджия..
Рядовой первого класса Стори был посмертно повышен в звании до капрала.
В честь Стори был назван мост (Luther Story Bridge) через реку Флинт в его родном городе Джорджия.
В 1953 году останки погибших и военнопленные были возвращены на родину. Останки были захоронены на Национальном мемориальном Тихоокеанском кладбище в Гонолулу. В июне 2021 года Управление по учёту военнопленных и пропавших без вести провело эксгумацию и обследование некоторых останков, с целью идентификации личностей. 26 апреля 2023 года было объявлено о идентификации останков Стори. В том же году они были захоронены на Национальном кладбище Андерсонвиля в день Памяти.

## Наградная запись к медали Почёта
Ранг и часть: рядовой первого класса, армия США, рота А, 9-й пехотный полк, 2-я пехотная дивизия.
Место и дата: близ Агок, Корея, 1 сентября 1950 года.
Поступил на службу: Джорджия. Родился: 20 июля 1931 года, Буэна-виста, Джорджия.
G.O. No.: 70, 2 августа 1951 года
Рядовой Стори отличился благодаря выдающейся храбрости и отваге при выполнении и перевыполнении долга службы. Днём части трёх дивизий противника предприняли яростную атаку и прорвали тонкие линии обороны девятого полка. Рота А отразила несколько банзай-атак, но была обойдена, нависла опасность окружения и уничтожения. Рядовой первого класса Стори, заведовавший вооружением отделения участвовал в отражении вражеских атак, случившихся раньше,  только что перевёл своё отделение на позицию, откуда можно было обозревать реку Нактонган. Оттуда он заметил большую вражескую группу, переправляющуюся через реку, чтобы атаковать роту А. Взяв пулемёт у раненого пулемётчика, он открыл смертоносный огонь по вражеской колонне, поубивав и переранив около сотни вражеских солдат. Командир роты перед опасностью окружения отдал приказ об отступлении. В ходе отступления рядовой первого класса Стори заметил приближающийся вражеский грузовик, буксирующий прицеп с боеприпасами. Предупредив товарищей чтобы те спрятались, он бесстрашно вышел на середину дороги, бросая гранаты в грузовик. Исчерпав запас гранат, он дополз до своего отделения, взял новые гранаты и снова атаковал грузовик. Во время отхода рота была атакована настолько превосходящими силами, что была вынуждена развернуться [в боевой порядок] на рисовом поле. Рядовой первого класса Стори был ранен в этом бою, но не взирая на раны, сплотил людей вокруг себя и отразил атаку. Понимая, что его раны будут замедлять движение отряда, он отказался идти на следующую позицию и остался прикрывать отступление роты. Последний раз его видели, когда он стреляя, отбивал новую вражескую атаку. Рядовой первого класса Стори своим необычайным героизмом, агрессивным лидерством и высокой преданностью долгу заслужил высочайшую славу для себя и поддержал почитаемые традиции военной службы.   
Rank and organization Private First Class, U.S. Army, Company A, 9th Infantry Regiment, 2nd Infantry Division
Place and date: Near Agok, Korea, September 1, 1950
Entered service at: Georgia. Born: July 20, 1931, Buena Vista, Georgia
G.O. No.: 70, August 2, 1951
Pfc. Story, distinguished himself by conspicuous gallantry and intrepidity above and beyond the call of duty in action. A savage daylight attack by elements of 3 enemy divisions penetrated the thinly held lines of the 9th Infantry. Company A beat off several banzai attacks but was bypassed and in danger of being cut off and surrounded. Pfc. Story, a weapons squad leader, was heavily engaged in stopping the early attacks and had just moved his squad to a position overlooking the Naktong River when he observed a large group of the enemy crossing the river to attack Company A. Seizing a machine gun from his wounded gunner he placed deadly fire on the hostile column killing or wounding an estimated 100 enemy soldiers. Facing certain encirclement the company commander ordered a withdrawal. During the move Pfc. Story noticed the approach of an enemy truck loaded with troops and towing an ammunition trailer. Alerting his comrades to take cover he fearlessly stood in the middle of the road, throwing grenades into the truck. Out of grenades he crawled to his squad, gathered up additional grenades and again attacked the vehicle. During the withdrawal the company was attacked by such superior numbers that it was forced to deploy in a rice field. Pfc. Story was wounded in this action, but, disregarding his wounds, rallied the men about him and repelled the attack. Realizing that his wounds would hamper his comrades he refused to retire to the next position but remained to cover the company's withdrawal. When last seen he was firing every weapon available and fighting off another hostile assault. Private Story's extraordinary heroism, aggressive leadership, and supreme devotion to duty reflect the highest credit upon himself and were in keeping with the esteemed traditions of the military service